# Escholzmatt
Escholzmatt es una comuna suiza del cantón de Lucerna, situada en el distrito de Entlebuch. Limita al norte con las comunas de Trub (BE), Romoos y Schüpfheim, al este con Schüpfheim y Flühli, al sur y suroeste con Marbach, y al oeste con Trub (BE).